# Гурін Ілля Якович
Гурін Ілля Якович (рос. Гурин Илья Яковлевич; нар. 9 липня 1922, Харків — пом. 8 вересня 1994, Москва) — радянський кінорежисер і сценарист. Заслужений діяч мистецтв РРФСР (1974).

## Біографія
І. Я. Гурін народився 9 липня 1922 року в Харкові в єврейській родині.
Член ВКП(б) з 1948 року. Брав участь у Німецько-радянській війні.
У 1952 році закінчив режисерський факультет ВДІК (майстерня М. І. Ромма). Працював на Кіностудії імені М. Горького. Режисерський дебют відбувся в 1957 році.
І. Я. Гурін помер 8 вересня 1994 року в Москві. Похований на Кунцевському кладовищі.
Сім'я:
- Дружина — актриса Валентина Юхимівна Бєляєва (1925—2015).

## Звання та нагороди
- Заслужений діяч мистецтв РРФСР (1974);
- Державна премія РРФСР імені братів Васильєвих (1985) — за фільм «Росія молода»;
- Орден Вітчизняної війни II ступеня (6.11.1985);
- Орден Червоної Зірки (15.7.1944; був представлений до ордену Вітчизняної війни II ступеня);
- Медаль «За оборону Москви» (ЦАМО: ф.30331, оп.2, д.48).

## Фільмографія
- 1957 — Двоє з одного кварталу
- 1959 — Золотий ешелон
- 1961 — У важку годину
- 1963 — При виконанні службових обов'язків
- 1964 — Вірте мені, люди
- 1965 — Зустрічі з Ігорем Ільїнським
- 1967 — Дай лапу, Друже!
- 1968 — Наші знайомі
- 1970 — У Москві проїздом…
- 1972 — Ура! У нас канікули!
- 1974 — Ще можна встигнути
- 1977 — Запасний аеродром
- 1979 — Старі борги
- 1982 — Росія молода
- 1988 — Гулящі люди
- 1991 — Сімнадцять лівих чобіт